# Howard Dean
Howard Brush Dean III (New York, 17 novembre 1948) è un politico statunitense.

## Biografia
Presidente del Partito Democratico dal 2005 al 2009, Dean è un politico del Vermont, di cui è stato governatore per cinque mandati dal 1991 al 2003. Sostenitore di internet (per lui il web era il più importante mezzo di comunicazione, anche politico-elettorale), nel 2003 si è candidato alle elezioni primarie dei democratici ma è stato sconfitto dal senatore John Kerry.
Da ricordarsi l'episodio del "guaito" emesso la notte delle primarie democratiche in Iowa il 19 gennaio 2004, quando con un malaugurato grido di trionfo festeggiò il terzo posto e fu costretto poco dopo a ritirarsi, spianando la strada verso la nomination al suo sfidante John Kerry. Leader americano del pacifismo, è stato contrario alla guerra in Iraq e nel 2004 ha fondato l'associazione Democracy for America. 
Nel febbraio del 2005 è stato eletto presidente del Comitato nazionale democratico, guidando i democratici verso la maggioranza alla Camera dei Rappresentanti nel 2006 e conquistando il Senato e la presidenza nel 2008. Il 21 gennaio 2009 è stato sostituito da Tim Kaine e ha lasciato la politica attiva per lavorare nel settore privato, diventando Senior Advisor per lo studio di consulenze Dentons.

## Posizioni politiche
Howard Dean si ritiene un democratico progressista. Proveniente da uno Stato tradizionalmente progressista, Dean crede nella sanità pubblica ed è un sostenitore convinto dell'assistenza sanitaria universale, che ha proposto nel suo programma elettorale nel 2004. Favorevole a maggiori restrizioni sul possesso di armi da fuoco, ha definito le armi “la più grande crisi di salute pubblica” negli Stati Uniti. In politica estera si dice liberale e condivide le politiche della presidenza Obama, in particolare sulla cooperazione con l'Unione Europea, secondo Dean in procinto di diventare un leader globale nei prossimi decenni.

## Vita privata
È sposato con Judith Steinberg Dean ed ha due figli, una femmina e un maschio, che nel 2003 venne arrestato per aver rubato alcolici in un locale.